# Нафтопровід Східний Сибір — Тихий Океан

Східний нафтогін

Нафтопровід Східний Сибір — Тихий Океан (ССТО, рос. Восточная Сибирь — Тихий Океан, ВСТО) — один з наймасштабніших проектів в сучасній російській нафтопровідній галузі. Планується, що нафтопроводом, який пройде від міста Тайшет Іркутської області до спецнафтопорту «Козьміно» на березі Тихого океану, російська нафта буде поставлятися в країни Азійсько-Тихоокеанського регіону.
Станом на кінець 2009 року побудована ділянка першої черги до станції Сковородино в Амурській області, звідки нафта доставляється в Козьміно залізницею. Оператором ССТО є державна компанія «Транснефть». Ресурсною базою для нафтопроводу вважаються родовища в Томській області та Ханти-Мансійському автономному окрузі. Крім того, у ССТО буде запущена нафта з родовищ в Іркутській області і з Якутії.
Будівництво ССТО частково фінансувалося за рахунок кредиту в 25 мільярдів доларів, узятого «Роснефтью» і «Транснефтью» у Китаю в 2009 році. В обмін на кредит Китай отримав гарантії поставок нафти протягом 20 років.
Будівництво нафтопроводу здійснюється в два етапи. Перший — «ВСТО-1» — включає будівництво гілки Тайшет — Сковородино протяжністю 2694 км і потужністю 30 млн т на рік, семи нафтоперекачувальних станцій (НПС), спеціального морського нафтоналивного порту (СМНП) «Козьміно» потужністю 15 млн т нафти на рік. Другий етап — «ВСТО-2» — передбачає будівництво лінійної частини трубопроводу від р. Сковородино до СМНП «Козьміно» протяжністю 2100 км, 8 НПС, розширення спецморнефтепорта.

## Історія питання
Плани з будівництва трубопровідної системи СРСР з виходом на Тихий океан зародилася не пізніше 1970-х років. У своїй книзі «Енігма радянської нафти» Маршалл Голдман (Marshall I. Goldman) «The Enigma of Soviet Petroleum» (Allen & Unwin: London, Boston, 1980) наводить карту нафтопроводів СРСР, видану ЦРУ в 1977 році. На ній Східний нафтопровід позначений пунктиром, як проектований. Ідея будівництва Східного нафтопроводу знову стала активно пророблятися з кінця XX століття. Спочатку пропозицію про створення східного трубопровідного маршруту для експорту російської нафти виходила від керівництва нафтової компанії «ЮКОС» — у той час, щоправда, йшлося про будівництво експортного нафтопроводу в Китай.
У грудні 1999 глава НК ЮКОС Михайло Ходорковський провів переговори з Китайською національною нафтовою компанією (CNPC) з приводу будівництва нафтопроводу з Росії в Китай.
17 липня 2001 прем'єр-міністр Росії Михайло Касьянов і голова КНР Цзян Цземінь підписали угоду «Про основні засади розробки ТЕО нафтопроводу Росія-Китай» (Ангарськ — Дацин).
За цим послідувала тривала боротьба між Китаєм і Японією як основними потенційними споживачами російської нафти, кожен з яких намагався пролобіювати найвигідніший для себе маршрут.
2 квітня 2002 «Транснефть» представила альтернативний проект нафтопроводу з Ангарську в Находку. Його підтримав прем'єр-міністр Японії Дзюнітіро Коїдзумі.
У травні 2003 проекти об'єднали під загальною назвою «Східний Сибір — Тихий океан»: було запропоновано направити основну нитку з Ангарську на Находку з відгалуженням на Дацин. 27 липня, однак, екологічна комісія Мінприроди дала негативний висновок по проекту.
У лютому 2004 «Транснефть» змінила відправну точку трубопроводу з Ангарська на Тайшет, а кінцеву — з Находки на бухту Козьміна.

## Експлуатація
У листопаді 2009 року Міненерго Росії добилося обнулення експортного мита на нафту з родовищ Східного Сибіру. Цей крок повинен зробити продаж нафти з регіону ще вигіднішим для російських компаній. В грудня 2009 правління Федеральної служби з тарифів затвердив спеціальний тариф з транспортування нафти у напрямку Козьміно в 1598 рублів за тонну.
28 грудня 2009 прем'єр-міністр Росії Володимир Путін здійснив урочистий пуск в експлуатацію ділянки нафтопроводу ВСТО-1 Східний Сибір — Тихий Океан і дав старт початку відвантаження першого танкера з нафтою сорту VSTO. Вартість цих робіт з будівництва склала 360 млрд рублів, і ще 60 млрд рубдів було витрачено на будівництво порту для вантаження нафти в танкери.

## Виноски
1. ↑  В.Путин запустил нефтепровод ВСТО[недоступне посилання з липня 2019]